# Jimmy Eat World (álbum de 1994)
Jimmy Eat World es el título del primer álbum de estudio de Jimmy Eat World. Fue grabado y lanzado en 1994 por Wooden Blue Records. Es el único álbum de estudio donde participó el bajista original de la banda, Mitch Porter.
Este álbum está ya, actualmente, fuera de mercado.

## Listado de canciones
1. "Chachi" – 2:57
2. "Patches" – 3:34
3. "Amphibious" – 1:42
4. "Splat Out of Luck" – 2:19
5. "House Arrest" – 2:26
6. "Usery" – 3:18
7. "Wednesday" – 2:10
8. "Crooked" – 4:07
9. "Reason 346" – 4:24
10. "Scientific" – 7:01
11. "Cars" – 3:39

## Créditos
- Jim Adkins - Vocalista, guitarra
- Tom Linton - Guitarra, vocalista
- Mitch Porter - Bajo
- Zach Lind - Batería

- Datos: Q1932653